# Albumasar

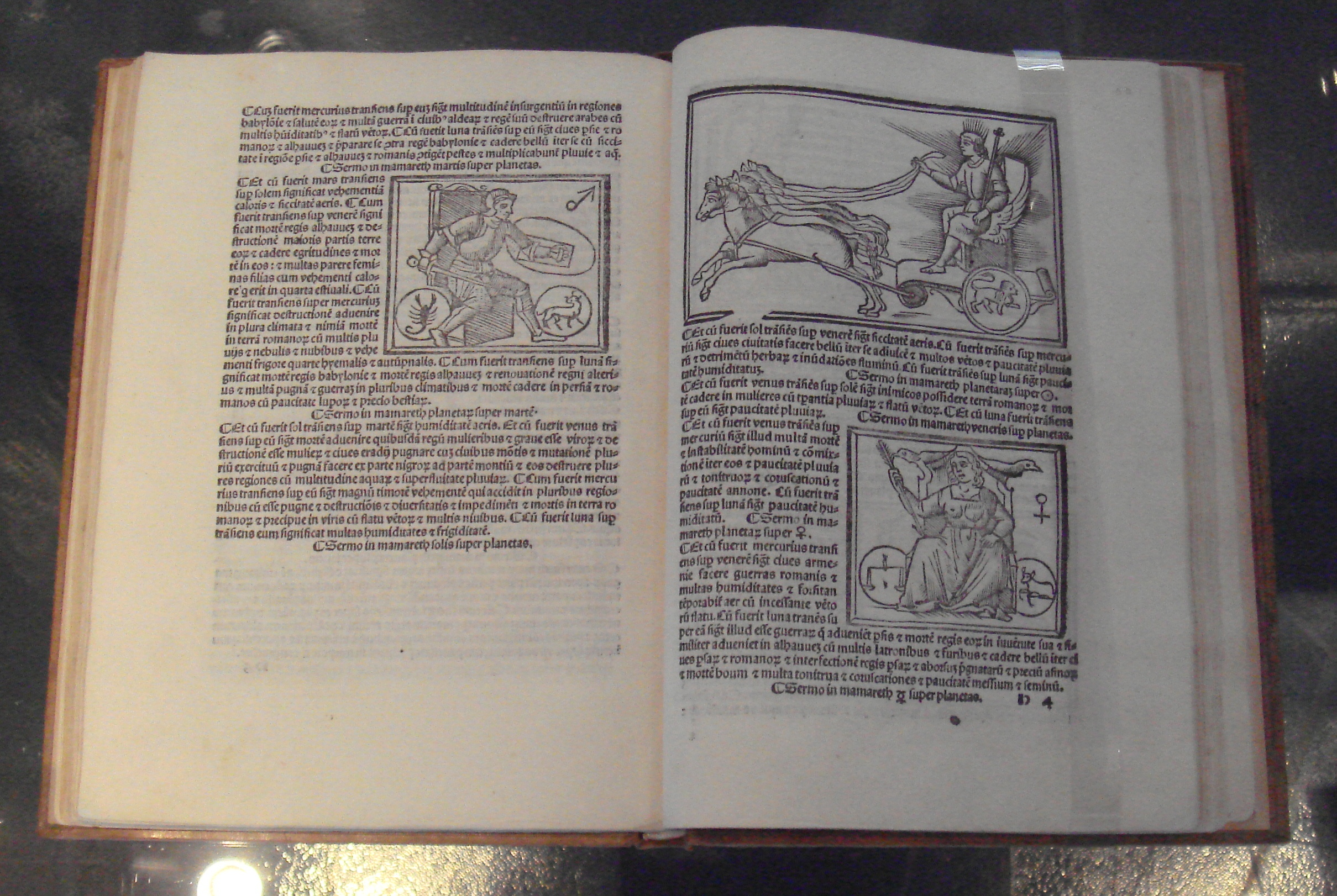
Latinský překlad Albumasarového spisu De Magnis Coniunctionibus

Albumasar (někdy též Abú Ma'šar nebo al-Balchí) (10. srpna 787 – 9. března 886), celým vlastním jménem Dža'far ibn Muhammad Abú Ma'šar al-Balchí, byl perský astrolog, astronom a matematik působící v Balchu v dnešním Afghánistánu.

## Dílo
Je označován jako nejvýraznější představitel arabské astrologie, jeho díla byla od 12. století často překládána do latiny a v mnoha opisech šířených po celé Evropě ovlivnila evropskou astrologickou tradici. Z těchto latinských překladů také pochází latinská verze jeho jména Albumasar.
Jeho díla, která ukazují hermetické vlivy na arabskou astrologii 9. století byla také jedním z nejvýznamnějších prvotních zdrojů o aristotelovské přírodní filosofii ve středověké Evropě. Jeho učitelem byl významný arabský komentátor Aristotelova díla Alkindus. Ve svých astrologických spisech čerpal především z děl helénských astrologů – Ptolemaia, Dorothea Sidónského a dalších. Začleňoval ovšem i prvky a principy babylónské, perské a egyptské tradice.

## Významné spisy
V evropském kulturním kontextu jsou známa jeho díla především z latinských překladů z 12. století.
- Kitáb al-mudchal al-kabir ila 'ilm ahkam an-nujúm (Bagdád, 848) – zřejmě nejvýznamnější dílo do latiny poprvé přeloženo jako Introductorium in Astronomiam Janem ze Sevilly v r. 1133, později v r. 1140 Heřmanem Dalmatincem.[1]
- Flores Astrologicae[2]